# جون وايت (سياسي كندي، مواليد 1811)
جون وايت هو سياسي كندي، ولد في 8 يونيو 1811 في أوماه في المملكة المتحدة، وتوفي في 3 مايو 1897 في ميلتون في كندا. نشط حزبياً في الحزب الليبرالي الكندي. وقد انتخب عضو مجلس العموم الكندي (1867 – 1874).